# Dhali (ort i Indien)
Dhali är en ort i Indien.   Den ligger i delstaten Tamil Nadu, i den södra delen av landet, 2 000 km söder om huvudstaden New Delhi. Dhali ligger 392 meter över havet och antalet invånare är 6 494.
Terrängen runt Dhali är varierad. Runt Dhali är det tätbefolkat, med 276 invånare per kvadratkilometer. Närmaste större samhälle är Udumalaippettai, 10,9 km nordost om Dhali. Trakten runt Dhali består till största delen av jordbruksmark.